# 夢に恋するキラキラ娘
夢に恋するキラキラ娘! 働く一年生に密着（ゆめにこいするきらきらむすめ はたらくいちねんせいにみっちゃく）は、TBSテレビ（関東ローカル）にて2013年4月29日15:55 - 16:23に放送されたドキュメンタリー番組。TOKYO SKY TREEの一社提供。

## 概要
2012年5月の開業から1周年を迎える東京スカイツリー。その誕生と時を同じくして周辺の町で働き始めた2人の女性に密着。夢に向かって頑張っている姿を紹介する。

## 出演
レポーター
- 東貴博（Take2）
- 佐藤渚（TBSアナウンサー）

キラキラ娘
- 高嶋悠加里（すみだ水族館飼育員。千葉県出身）
- 小菅和（石窯パン工房KAMEYA向島店店員。宮城県出身）

ナレーター
- 茉莉邑薫

## テーマソング
- いきものがかり『キミがいる』